# Jonathan Sauter
Jonathan Sauter (* 1549 in Ulm; † 1612 in Stuttgart) war ein württembergischer Modist, Schreib- und Rechenmeister, der auch künstlerisch als Zeichner, Maler und Kupferstecher bzw. Radierer tätig war. Einen besonderen Wert besitzen seine Kupferstiche mit Ansichten von Stuttgart.

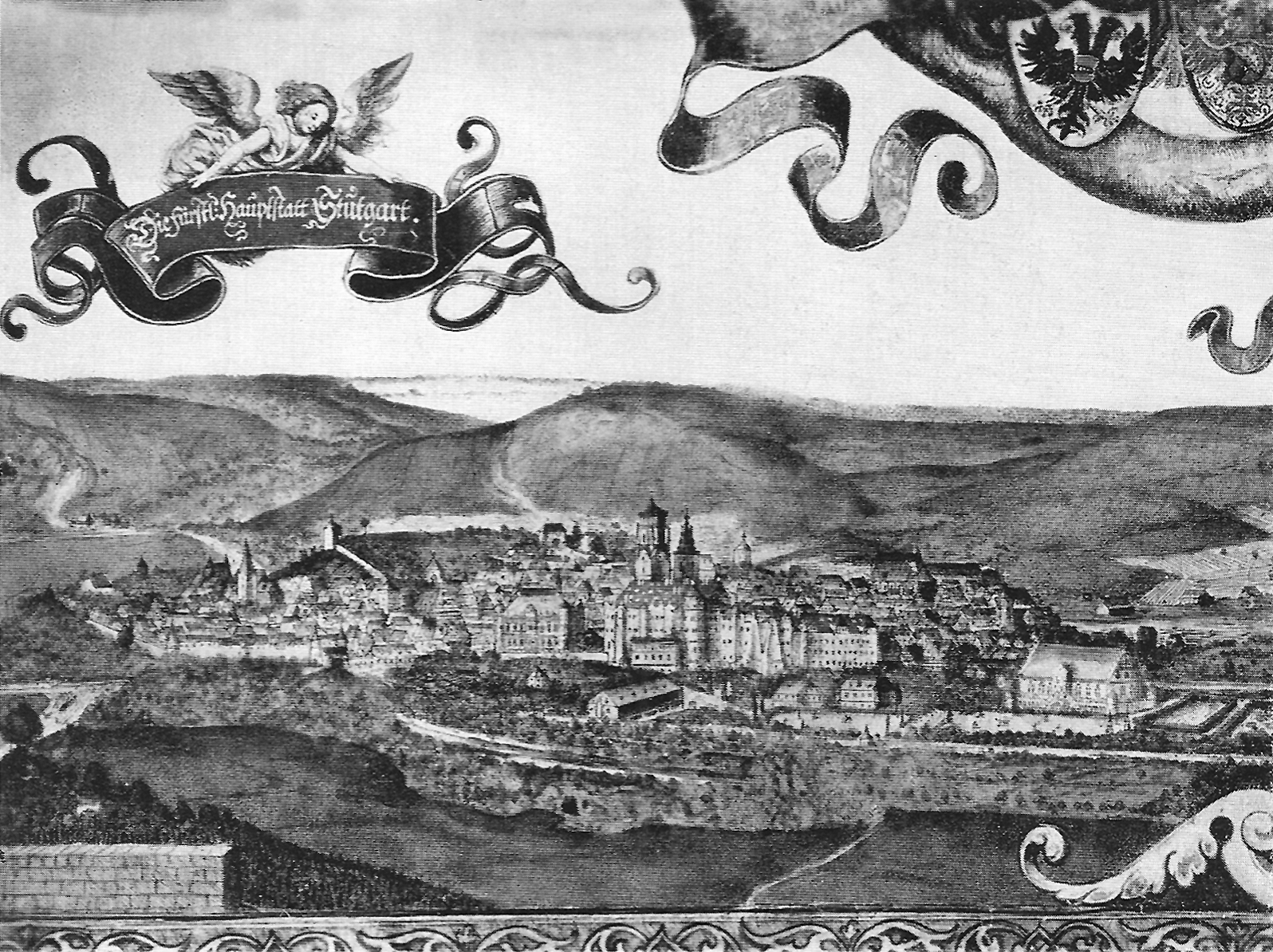
Ansicht von Stuttgart (Radierung von Jonathan Sauter, 1610, Ausschnitt)

## Leben und Werk
Jonathan Sauter wuchs in Ulm auf und heiratete auch dort – sein Schwiegervater war der Ulmer Superintendent Ludwig Rabus. Dort begann er auch seine berufliche Arbeit als Modist. Er war aber vielseitig begabt und dieser Beruf füllte ihn nicht aus. Nebenbei zeichnete er und malte. Er schrieb auch eine Tragödie, die 1569 bei den Spielen der Ulmer Meistersinger aufgeführt wurde. Bereits 1570 fertigte er eine radierte Ansicht von Ulm an.
Als Jonathan Sauter spätestens 1572 nach Stuttgart kam, arbeitete er zunächst überwiegend als Bildnismaler. Bereits in diesem Jahr fertigte er vier Porträts des Herzogs Ludwig. 1574 starb seine Frau. Bis in die 1590er Jahre fertigte er u. a. zahlreiche Porträts der herzoglichen Familie und ihrer Ahnen an, einmal sogar ein Bildnis des Herzogs Ludwig in ganzer Figur. Diese Porträts sind alle nicht erhalten, man weiß von ihnen nur aus den überlieferten Rechnungen. Erhalten ist das Epitaph Johannes Brenz’, das Brustbild des Reformators weist „groß gesehene, knappe, fast graphische Formen“ auf, während „das nach dem Beschauer schießende Totengerippe im Aufsatz, eine illusionistische Künstelei, ein typisches Schreibmeisterkunststück ist“.
1586/87 war Sauter wieder in Ulm als Modist tätig. Zu Lichtmess (2. Februar) 1588 wurde er erneut in Stuttgart in den herzoglichen Dienst, diesmal als Hofregistrator und Archivar übernommen. Zu seinen Aufgaben gehörte vermutlich auch die graphische Gestaltung der Urkunden, Diplomen u. ä. Auch in dieser Zeit (bis 1591) fertigte er zahlreiche Bildnisse der herzoglichen Familie an.
Seit 1590 machte Sauter auch wieder Städteansichten. Der Holzschnitt mit Ansicht von Tübingen ist „recht derb“. Dagegen die sehr große, aus vielen Platten zusammengesetzte Radierung mit Ansicht von Stuttgart von 1592 ist „ein richtiges Schreiberkunststück“. Die erste verlässliche Ansicht von Stuttgart zeichnet sich durch eine sehr große goldschmiedartige Genauigkeit, Fülle von Einzelheiten und Zuverlässigkeit bis ins Kleinste aus. Dabei ist sie noch sehr geschickt komponiert, anders als die bisherigen Ansichten: obwohl die markanten herzoglichen Bauten am Stadtrande lagen, erscheinen sie in der Bildmitte und bedecken nicht wie früher die Stadt. Die mit zahllosen Einzelheiten gezeichnete Stadtmauer umgrenzt den Stadtkern und hebt ihn gleichzeitig heraus, eine zusätzliche Umrahmung bildet die fein gezeichnete Hügelkette. Das Bild ist oben mit einem Zierwerk versehen, das die ganze Blattbreite einnimmt. Es besteht „aus einem Medaillon mit dem Herzogswappen in feingliedrigem Rollwerkrahmen, mit vielfach verschlungenen Schriftbänden und zwei Schrifttafeln“. Ganz links und rechts gibt es in einem Rollwerk-Rahmen drei lateinische Distichen bzw. sechs gereimte deutsche Verse zum Lobe Stuttgarts, die Jonathan Sauter wohl selbst verfasste. Sauters Werk beeindruckte so sehr die Zeitgenossen, dass es unmittelbar nach dem Entstehen zweimal kopiert wurde: 1593, von Francesco Valegio, deutlich vergröbert in seinem Städtebuch und 1595 feiner, von Dominicus Custos im Auftrag von Antonio Albizzi für sein Werk über die Genealogien europäischer Herrscher. Das nur in einer kleinen Auflage erschienene Original von Sauter galt lange als verschollen und wurde erst Ende des 19. Jahrhunderts von Max Bach wiedergefunden.
1594 fertigte Sauter eine im ähnlichen Stil gehaltene Ansicht von Ulm an, die er als Radierung dem Rat von Ulm widmete und ihm 42 Abdrucke, per Hand illuminiert und gerahmt, überreichte. Einige Monate später beschloss der Rat, ihn dafür mit 100 fl zu entlohnen und dieses Geld zusammen mit einem Dankschreiben dessen Schwager, dem Ulmer Eisenzoller Peter Stamler, zuzustellen.
1596/97 fertigte Sauter Beschreibungen zu den Kupferstichen von Wendel Dietterlin mit den Darstellungen der fürstlichen Vorfahren an, die dieser im Auftrag des Herzogs anfertigte, und erhielt dafür 20 fl.
Sauter war nach wie vor als Bildnismaler tätig. 1596/97 malte er sieben Bildnisse des flüchtigen Alchimisten Georg Honauer, die zu dessen Ergreifung dienen sollten. Zu diesem Zeitpunkt malte er auch Porträts Herzog Friedrichs mit je einer seiner Töchter.
Sauters topographische Städtedarstellungen heben sich durch realistische Auffassung und die Exaktheit der Beobachtung von anderen Werken dieser Zeit ab – ganz speziell die Ansicht von Stuttgart von 1592 – und sie dürfen als Höhepunkt der Stadtveduten betrachtet werden.
Sauters frühverstorbener Sohn Hans Konrad († vor 1623/24) war Kanzlist, aber ähnlich wie sein Vater betätigte er sich auch künstlerisch. 1611/12 ätzte er die vergoldeten Schrifttafeln in der neuen Fürstengruft.

## Erhaltene Arbeiten
- 1584 Epitaph Johannes Brenz (Schlosskirche Stuttgart)[14]
- 1590 Ansicht von Tübingen (Holzschnitt)[15]
- 1592 Ansicht von Stuttgart (großformatige Radierung, Stadtarchiv Stuttgart nach einer nicht erhaltenen Zeichnung von 1591)
- 1594 Ansicht von Ulm (Radierung)
- 1598 Leichenkondukt der Herzogin Maria Dorothea[16]
- um 1610 Ansicht von Stuttgart (Radierung, Württembergisches Landesmuseum)